# Primera División 1901 (Argentinië)
In 1901 werd het tiende seizoen gespeeld van de Primera División, de hoogste voetbaldivisie van Argentinië. Alumni AC werd kampioen. 

## Eindstand
| Plaats | Club              | Wed. | W | G | V | Saldo | Ptn. |
| ------ | ----------------- | ---- | - | - | - | ----- | ---- |
| 1º     | Alumni            | 6    | 6 | 0 | 0 | 10:1  | 12   |
| 2º     | Belgrano Athletic | 6    | 3 | 0 | 3 | 14:9  | 6    |
| 3º     | Quilmes           | 6    | 2 | 0 | 4 | 9:15  | 4    |
| 4º     | Lomas Athletic    | 6    | 1 | 0 | 5 | 3:11  | 2    |

|  | Kampioen |